# Florida (kommun i Colombia, Valle del Cauca, lat 3,33, long -76,17)
Florida är en kommun i Colombia.   Den ligger i departementet Valle del Cauca, i den centrala delen av landet, 270 km sydväst om huvudstaden Bogotá. Antalet invånare är 56 008. Arean är 378 kvadratkilometer.
Terrängen i Florida är varierad.